# Finn Bryn
Finn Bryn, född 9 december 1890, död 15 september 1975, var en norsk arkitekt.
Bryn utexaminerades från Norges tekniske høgskole 1916. Han utförde kyrkorestaureringar, bland annat Haslum kirke och tillsammans med Johan Ellefsen uppförde han Oslo universitets nya byggnader och farmaceutiska institutet vid Blindern utanför Oslo i en sträng och mäktig kubisk stil.